# 潢川站
潢川站位于中华人民共和国河南省信阳市潢川县，是京九铁路、宁西铁路交汇处的一座枢纽车站，等级为二等站。车站建于1996年，宁西铁路建设期间增建4条股道，2020年改造车站站房，面积扩建至6748.3平方米。办理客运、货运业务，现由中国铁路武汉局集团麻城车务段管辖。
车站设有4条正线、6条到发线；基本站台1座，中间站台2座，通过一条地道连接:178。

## 旅客列车目的地
自2025年7月起，平均每天有70班旅客列车在本站停靠。

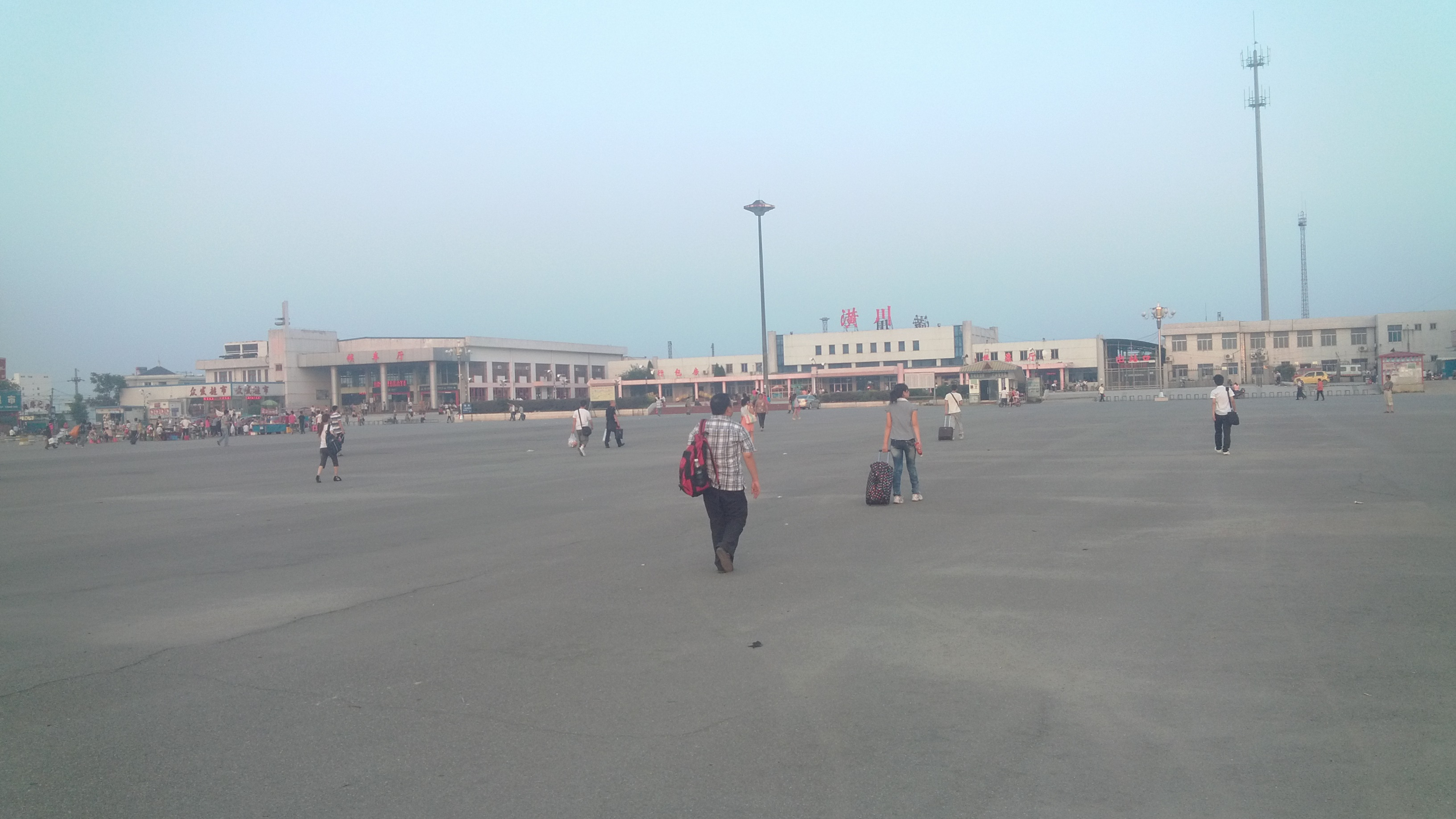
潢川站广场（2013年）
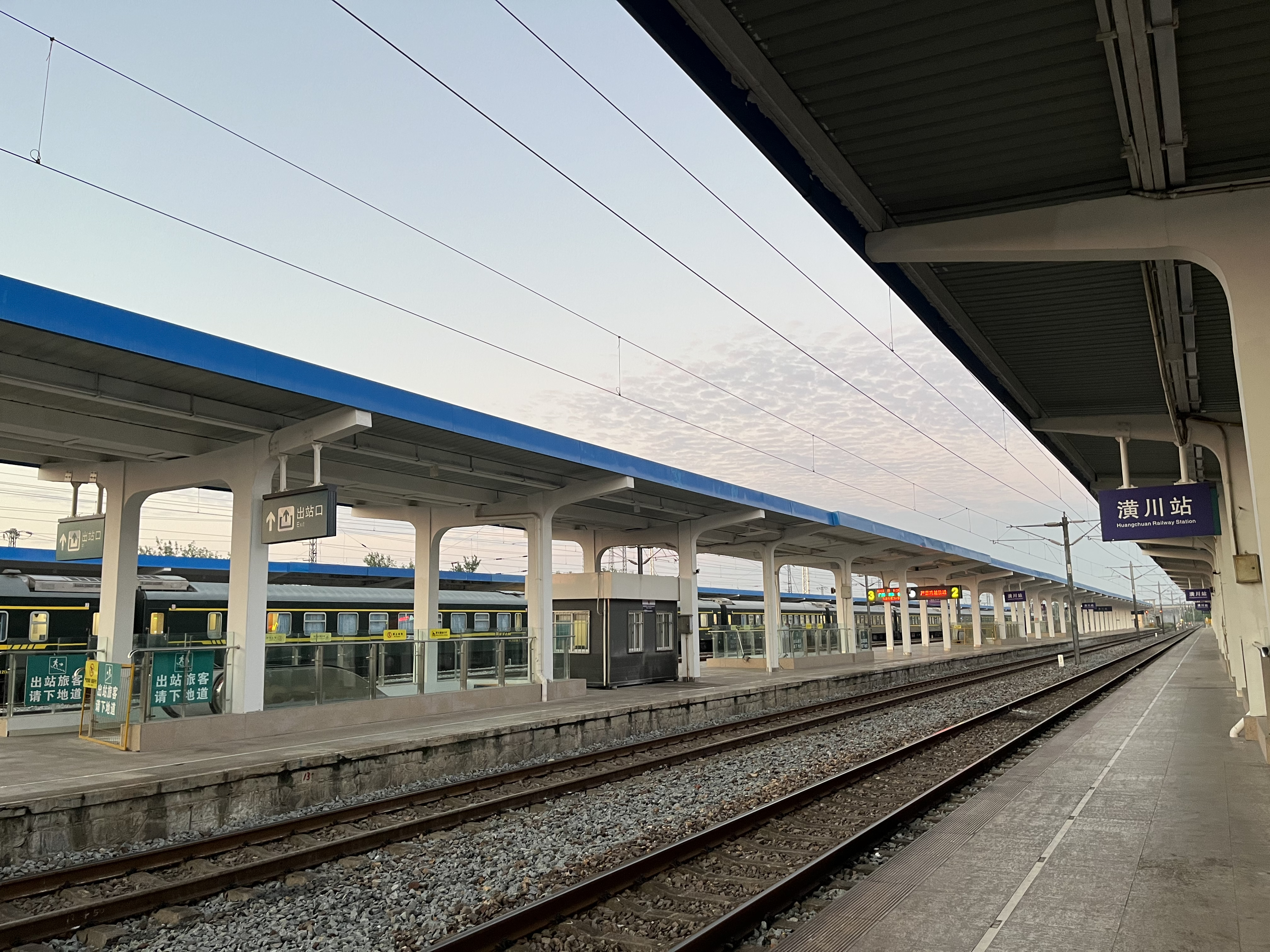
1、2站台
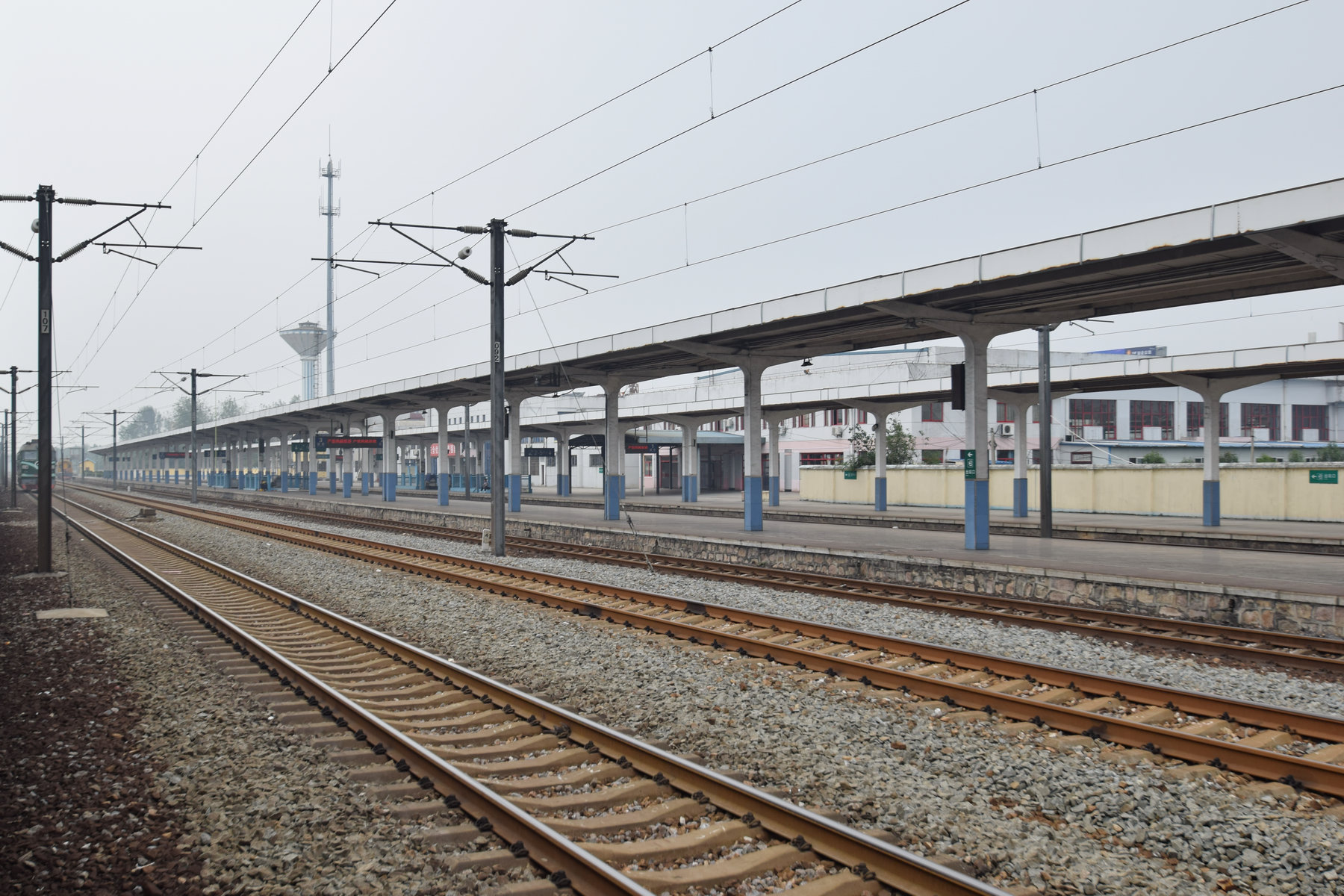
站内京九铁路正线

| 列车所属路局   | 目的地                                                                     |
| -------------- | -------------------------------------------------------------------------- |
| 北京局集团     | 深圳东、天津、北京西                                                       |
| 昆明局集团     | 昆明、連雲港東                                                             |
| 广州局集团     | 青岛北、深圳                                                               |
| 哈尔滨局集团   | 广州白云、牡丹江、哈尔滨、武昌、齐齐哈尔、深圳東                           |
| 成都局集团     | 重慶西、昆山、杭州、上海                                                   |
| 济南局集团     | 长沙、武昌、济南、貴陽、深圳东、威海、烟台、福州（淡季停開）、青島北、南寧 |
| 兰州局集团     | 兰州、深圳東、溫州、寧波                                                   |
| 南昌局集团     | 北京豐臺、赣州、南昌、廈門北、西安（淡季停開）                             |
| 上海局集团     | 广州、宁波、西安、徐州                                                     |
| 沈阳局集团     | 长春、南宁                                                                 |
| 太原局集团     | 大同、广州白云                                                             |
| 呼和浩特局集团 | 杭州、呼和浩特東                                                           |
| 武汉局集团     | 固始、武昌、淮滨、连云港东、麻城、上海南、深圳东、信阳                     |
| 西安局集团     | 深圳東、西安、廈門北                                                       |
| 青藏集团       | 深圳東、西寧、杭州                                                         |
| 郑州局集团     | 南阳、上海南、洛陽、寧波、厦门北、郑州、福州                               |

- 潢川站广场（2013年）
- 1、2站台
- 站内京九铁路正线